# 长梗齿缘草
长梗齿缘草（学名：Eritrichium longipes）为紫草科齿缘草属的植物，是中国的特有植物。分布在中国大陆的青海等地，生长于海拔3,650米至3,850米的地区，常生长在山地阴坡岩石或林下石缝，目前尚未由人工引种栽培。
其种加词“Longipes”意为“长梗的”，“长柄的”。